# おひとりさま
『おひとりさま』は、2009年10月16日から12月18日までTBS系列の「金曜ドラマ」枠（毎週金曜日22:00 - 22:54、JST）で放送された日本のテレビドラマ。主演は観月ありさ。
キャッチコピーは「で、何が悪いのよ!」。

## 概要
33歳で独身の一人の女性教師が、10歳年下で“草食系男子”と呼ばれる一人の男性に惹かれていく、いわゆる“格差恋愛”にスポットを当てたラブコメディ。
観月ありさのTBSドラマ主演は1997年4月期の「いちばん大切なひと」以来12年半ぶりで、単独主演は本作品が初となる。
橘慶太は連続ドラマ初出演、麻尋えりかも宝塚退団後、初のドラマ出演となる。

## ストーリー
東京都内で名門の女子高等学校に教師として勤務する秋山里美（観月ありさ）は33歳で独身、何でもやる事なす事一人でやることから“おひとりさま”と呼ばれている。ある日、里美が勤務する女子高に結婚退職した女性教師の後任として23歳の神坂真一（小池徹平）が臨時教師として赴任してきた。

## キャスト

### 主要人物
秋山 里美〈33〉
演 - 観月ありさ
聖華女子学院高校日本史教師・2年学年主任。通称「おひとりさま」。仕事上手で、多くの先生に頼りにされ、仕事を頼まれる。
しかし、長い間一人暮らしで、収入も安定しているが家事は大の苦手。マンションの部屋は散らかり、食事は外食が多い。
生徒に人気があり、バレーボール部の顧問を務める。困っている人を見ると放っておけない、お節介なタイプ。
5年前に、恋人の省吾と別れたきりであったが、最近、学校の後援会副会長の息子・二階堂等とお見合いをする。省吾とも再会し、二人からプロポーズされるが、真一に告白することを決断。
神坂 真一〈23〉
演 - 小池徹平
現代文担当・臨時教師。草食系男子。
2歳の時に両親が離婚したため、母親の顔を知らないまま父子家庭で育つ。そのため、料理や掃除、節約術など里美とは反対に身の回りのことを得意としている。
大学を卒業後、博之のアパートに居候しながらフリーターをしていたが、大学の就職課の勧めで女子高の臨時教員をすることに。その後、博之の妹がやってきてアパートに居づらくなったため出て行き、紆余曲折を経て、新しい部屋が見つかるまでの間という条件で、里美のマンションに居候する。
校長の実の息子であると、里美だけには知らされた。里美に思いを寄せるようになる。
田島 淑恵〈45〉
演 - 真矢みき
聖華女子学院高校第4代校長。里美と真一の仲を何かと気にかけ、二人が同居していることに真っ先に気づく。過去に離婚経験あり。
実は真一の母。里美を教師として高く評価している。

### 聖華女子学院高等学校

#### 教職員
沢井 君香〈23〉
演 - 松下奈緒
英語教師。後援会会長の娘。真一に好意を寄せているため、博之のことは全く相手にしていない。何があっても真一の事は諦めず、別荘に誘ったり、弁当を作ったりと、猛アタック。自然体で、堂々としている。
最後は博之の優しさに触れ、付き合い始める。
青木 ちひろ〈28〉
演 - 鈴木亜美
養護教諭。里美の相談相手。ぬいぐるみが大好き。
佐々木 麻衣〈28〉
演 - 北川弘美
体育教師。
松村 由紀〈27〉
演 - 麻尋えりか
音楽教師。
矢野 冴子〈29〉
演 - 酒井若菜
数学教師。教頭の取り巻き。教頭に取り入り学年主任の座を狙う。いち早く学年主任になった里美を一方的にライバル視する。
彼氏の前では学校での怖い様子と180度違い、猫撫で声で話す。
野々村 伸介〈40〉
演 - デビット伊東
地理教師・3年A組担任。教頭の取り巻き。次期教頭の座を狙う。常に教頭と行動を共にする。
井上 浩文〈50〉
演 - 佐戸井けん太
教頭。淑恵を失脚させ、次期校長の座を狙う。
学校に出入りする業者と頻繁に癒着を図ろうとする。

#### 2年A組生徒
三枝 みなみ〈17〉
演 - 大谷澪
2年A組生徒。PTA会長の娘。巧妙な手口で真一にアプローチをかける。優等生で美人なため、周りにはちやほやしてくれる友達が沢山いる。気が強くてプライドが高い、わがまま娘。
宮本 絵梨〈17〉
演 - 小林さり
2年A組生徒。5歳の時に母親が家族を置いて出て行ってしまったため、あるトラウマを抱えていた。
菊池 理香〈17〉
演 - 石井美絵子
2年A組生徒。
加藤 早紀〈17〉
演 - 岡村麻純
2年A組生徒。

### その他
原田 博之〈23〉
演 - 橘慶太
真一の大学時代からの友人。妹がいる。君香に一目惚れする。工事現場で働いている。誰に対しても公平で優しい。真一とは兄弟のように仲がいい。

### ゲスト
第1話
- 宅配配達員 - ゴリ（ガレッジセール）（友情出演）
- 長谷川省吾（里美の元恋人） - 袴田吉彦（第8・9話）

第2話
- 原田さやか（博之の妹） - 平田薫（第8話）

第3話
- 坂上（非常勤・家庭科教師） - 宮地雅子

第4話
- 清掃員 - 上村依子

第5話
- 二階堂等（里美の見合い相手） - 中村俊介（第6・9話）

第6話
- 柳田圭子（3年A組の生徒） - 草刈麻有
- 田中（冴子の元彼） - 近藤公園（第8話）
- 警備員 - 永田良輔

第7話
- 秋山文代（里美の母親） - 高林由紀子

第8話
- 尚子（里美の友人） - 村井美樹
- 千秋（里美の友人） - 高瀬媛子

## スタッフ
- 脚本 ：尾崎将也、関えり香
- 演出 ：韓哲（TBS）、植田尚・大塚徹（MMJ）
- プロデューサー：正木敦（TBS）、遠田孝一（MMJ）、伊藤達哉（MMJ）
- 音楽 ：仲西匡
- オープニングテーマ：BIGBANG「声をきかせて」（ユニバーサルJ）
- 主題歌：北口和沙「Am I Fallin' in Love?」（SONIC GROOVE）
- TD：小菅武
- 撮影：朝香昌男
- VE：藤森寛明
- 照明：白石雄二
- 音声：福部博国
- 編集：足立浩
- ライン編集：荻原隆司
- 選曲：長澤佑樹
- 音響効果：本郷俊介
- MA：本橋純一
- タイトルバック：岩田勝巳、佐藤昌俊
- 美術プロデューサー：村上輝彦
- デザイン：宮崎洋
- 美術進行：丸山信太郎
- 装飾：野宮昌志
- 持道具：伊藤隼定
- 大道具：安藤朋希
- 装置：伊藤善起
- 建具：船岡英明
- メイク：小泉尚子、持丸あかね、田高加奈子
- 衣装：富樫理英
- スタイリスト：東知代子
- 車輌：石本健二
- 看護指導：石田喜代美
- 音楽コーディネート：溝口大悟
- 編成：平田さおり
- 宣伝監修：秋山真人
- 宣伝担当：石田孝宏
- スチール：大竹昌之
- インターネット：廣野由美、大井絵里子
- モバイル：高山美咲
- ライセンス：六車美恵
- スケジュール：刑部俊哉
- 演出補：大塚徹
- 助監督：小野浩司
- 製作担当：北田宏和
- 製作主任：秋田忠茂
- 記録：山本明美
- プロデュース補：大高さえ子
- 協力：テイクシステムズ、サンライズアート、ブル、TACreate、万屋、コンガス、ワインド・アップ、バウムレーベン、3×7ヴェントゥオノ、砧スタジオ
- 製作著作： MMJ、TBS

## 放送日程
| 各話                                                      | 放送日   | サブタイトル                                         | 脚本     | 演出   | 視聴率 |
| --------------------------------------------------------- | -------- | ---------------------------------------------------- | -------- | ------ | ------ |
| 第1話                                                     | 10月16日 | ビシビシいくわよ、覚悟しなさい! 女性教師VS草食系男子 | 尾崎将也 | 植田尚 | 10.8%  |
| 第2話                                                     | 10月23日 | 私だって守られたい!                                  | 尾崎将也 | 植田尚 | 08.6%  |
| 第3話                                                     | 10月30日 | 一人じゃないんだった…私の部屋に男がいる              | 尾崎将也 | 韓哲   | 08.4%  |
| 第4話                                                     | 11月06日 | 私にはわかる あなたは逃げるような人じゃない          | 尾崎将也 | 植田尚 | 09.7%  |
| 第5話                                                     | 11月13日 | 緊急お見合! Wデート! プロポーズ!                     | 関えり香 | 韓哲   | 08.7%  |
| 第6話                                                     | 11月20日 | 私、好きな人が出来ちゃったみたいなの…                | 尾崎将也 | 大塚徹 | 07.5%  |
| 第7話                                                     | 11月27日 | 泣いて! 抱きしめて! 突然の告白!!                     | 関えり香 | 植田尚 | 10.5%  |
| 第8話                                                     | 12月04日 | ついにバレちゃった? そして突然のキス                 | 関えり香 | 韓哲   | 08.6%  |
| 第9話                                                     | 12月11日 | 年の差恋愛 最終章! 草食系男子VS元彼&元見合い相手     | 関えり香 | 大塚徹 | 11.0%  |
| 最終話                                                    | 12月18日 | 感動の最終回のはずが…究極の格差恋愛の行方は?         | 関えり香 | 植田尚 | 10.3%  |
| 平均視聴率 9.5%（視聴率は関東地区・ビデオリサーチ社調べ） |          |                                                      |          |        |        |